# Airbag / How Am I Driving?
Airbag/How Am I Driving? é o sexto EP da banda Radiohead, lançado a 21 de Abril de 1998.
Inclui grande parte das músicas editadas como lados B no álbum OK Computer. Apesar de estar presente no EP, a faixa "Airbag" nunca foi lançada como single nas estações de rádio.
Airbag/How Am I Driving? foi nomeado para o Grammy Award para a Melhor Actuação de Música Alternativa em 1999, concorrendo com álbuns de estúdio de outras bandas.
| Críticas profissionais                                                      | Críticas profissionais |
| Avaliações da crítica                                                       | Avaliações da crítica  |
| Fonte                                                                       | Avaliação              |
| --------------------------------------------------------------------------- | ---------------------- |
| allmusic                                                                    | [ 2 ]                  |
| Pitchfork                                                                   | (9.2/10)               |
| Esta tabela precisa de ser acompanhada por texto em prosa. Consulte o guia. |                        |

## Faixas
1. "Airbag" – 4:46
2. "Pearly*" – 3:33
3. "Meeting in the Aisle" – 3:09
4. "A Reminder" – 3:51
5. "Polyethylene (Parts 1 & 2)" – 4:22
6. "Melatonin" – 2:09
7. "Palo Alto" – 3:43